# Campeonato Mundial de Biatlón de 1996
El XXXII Campeonato Mundial de Biatlón se celebró en la localidad alpina de Ruhpolding (Alemania) entre el 3 y el 11 de febrero de 1996 bajo la organización de la Unión Internacional de Biatlón (IBU) y la Federación Alemana de Esquí.

## Resultados

### Masculino
| Evento                     | Oro                                                                                       | Plata                                                                                   | Bronce                                                                                      |
| -------------------------- | ----------------------------------------------------------------------------------------- | --------------------------------------------------------------------------------------- | ------------------------------------------------------------------------------------------- |
| 10 km velocidad (09.02)    | Vladimir Drachov · Rusia · 26:52,3                                                        | Viktor Maigurov · Rusia · 27:02,0                                                       | René Cattarinussi · Italia · 27:31,0                                                        |
| 20 km individual (04.02)   | Serguei Tarasov · Rusia · 52:03,2                                                         | Vladimir Drachov · Rusia · 54:09,3                                                      | Vadim Sashurin · Bielorrusia · 54:13,9                                                      |
| 20 km equipo (06.02)       | Bielorrusia · Piotr Ivashko · Oleg Ryzhenkov · Alexandr Popov · Vadim Sashurin · 26:05,6  | Rusia · Vladimir Drachov · Pavel Muslimov · Viktor Maigurov · Serguei Rozhkov · 26:37,9 | Italia · René Cattarinussi · Hubert Leitgeb · Pieralberto Carrara · Patrick Favre · 26:49,8 |
| Relevos 4 × 7,5 km (11.02) | Rusia · Viktor Maigurov · Vladimir Drachov · Serguei Tarasov · Alexei Kobelev · 1:19:50,8 | Alemania · Ricco Groß · Peter Sendel · Frank Luck · Sven Fischer · 1:20:50,9            | Bielorrusia · Alexei Aidarov · Vadim Sashurin · Oleg Ryzhenkov · Alexandr Popov · 1:20      |

### Femenino
| Evento                   | Oro                                                                                        | Plata                                                                                   | Bronce                                                                                                |
| ------------------------ | ------------------------------------------------------------------------------------------ | --------------------------------------------------------------------------------------- | --- |
| 7,5 km velocidad (08.02) | Olga Romasko · Rusia · 22:30,5                                                             | Ann-Elen Skjelbreid · Noruega · 22:49,9                                                 | Magdalena Forsberg · Suecia · 22:52,5                                                                 |
| 15 km individual (03.02) | Emmanuelle Claret Francia 46:43,1                                                          | Olga Melnik · Rusia · 47:55,3                                                           | Olena Petrova · Ucrania · 48:15,7                                                                     |
| 15 km equipo (06.02)     | Alemania · Katrin Apel · Simone Greiner-Petter-Memm · Petra Behle · Uschi Disl · 23:23,6   | Ucrania · Nina Lemesh · Olena Petrova · Tetiana Vodopianova · Olena Zubrylova · 24:22,7 | Francia Emmanuelle Claret Anne Briand Florence Baverel Corinne Niogret 24:25,9                        |
| Relevos 4 × 6 km (10.02) | Alemania · Uschi Disl · Simone Greiner-Petter-Memm · Katrin Apel · Petra Behle · 1:33:59,8 | Francia Corinne Niogret Florence Baverel Emmanuelle Claret Anne Briand 1:36:44,8        | Ucrania · Tetiana Vodopianova · Valentyna Tserbe-Nesina · Olena Petrova · Olena Zubrylova · 1:36:48,1 |

## Medallero
| Núm. | País        | Oro | Plata | Bronce | Total |
| ---- | ----------- | --- | ----- | ------ | ----- |
| 1    | Rusia       | 4   | 4     | 0      | 8     |
| 2    | Alemania    | 2   | 1     | 0      | 3     |
| 3    | Francia     | 1   | 1     | 1      | 3     |
| 4    | Bielorrusia | 1   | 0     | 2      | 3     |
| 5    | Ucrania     | 0   | 1     | 2      | 3     |
| 6    | Noruega     | 0   | 1     | 0      | 1     |
| 7    | Italia      | 0   | 0     | 2      | 2     |
| 8    | Suecia      | 0   | 0     | 1      | 1     |
|      | TOTAL       | 8   | 8     | 8      | 24    |